# مايكل فيريس
مايكل فيريس (بالإنجليزية: Michael Ferris)‏ مؤلف ووممثل ومنتج بدأ كممثل في أحد الأفلام الروائية القصيرة الا انه اتجه بعد ذلك الي الكتابة للسينما والدراما منذ عام 1990 كما قام بإنتاج 3 أعمال فقط في 1991 و 1997 و 2000 كشريك في الإنتاج أو منتج منفذ.

## أعمالة
- الشبكة (1995)
- اللعبة (1997)
- المبيد 3 (2003)
- المرأة القطة (2004)
- المدمر: الخلاص (2009)
- ديث وش (2018)

## روابط خارجية
- مايكل فيريس على موقع IMDb (الإنجليزية)
- مايكل فيريس على موقع ألو سيني (الفرنسية)
- مايكل فيريس على موقع أول موفي (الإنجليزية)
- مايكل فيريس على موقع قاعدة بيانات الأفلام السويدية (السويدية)
- مايكل فيريس على موقع قاعدة بيانات الفيلم (الإنجليزية)
- مايكل فيريس على موقع كينوبويسك (الروسية)